# Xã Fairbanks, Quận St. Louis, Minnesota
Xã Fairbanks (tiếng Anh: Fairbanks Township) là một xã thuộc quận St. Louis, tiểu bang Minnesota, Hoa Kỳ. Năm 2010, dân số của xã này là 63 người.